# Popmusik
Popmusik (englisch pop music), kurz Pop, ist ein Genre der populären Musik, das Mitte der 1950er-Jahre in den USA und im Vereinigten Königreich entstand. Teilweise wird der Begriff auch synonym zu populärer Musik verwendet.
Als Kurzform von populäre Musik wurde der Begriff Popmusik anfangs für Rock ’n’ Roll und Beatmusik sowie davon abgeleitete „jugendliche“ Musikstile verwendet, aber auch in Abgrenzung dazu für den vom Swing abgeleiteten vorherrschenden populärmusikalischen Standard der 1950er-Jahre. Ende der 1960er-Jahre begann man, Pop als vorwiegend kommerziell, kurzlebig und leicht zugänglich dem Rock gegenüberzustellen. Popmusik ist durch Präsenz in den Musikcharts gekennzeichnet, typisch sind relativ kurze Lieder (genannt Popsongs) einfacher Struktur mit wiederholten Refrains und Hooks und tanzbaren Rhythmen und Tempi. Häufig wird Pop von verwandten Stilen beeinflusst, etwa Rock, Hip-Hop, Dance, lateinamerikanischer Musik oder Country. Das Genre wird international durch die US-amerikanische und britische Musikindustrie dominiert, erfährt aber auch regionale Ausformungen mit gelegentlich globaler Wirkung.

## Begriff
Der Ausdruck pop song kam im Englischen erstmals in den 1920er-Jahren auf, im Sinne eines Musikstücks mit breitem Anklang (popular appeal). Dies fällt zeitlich mit bedeutenden Entwicklungen in der Aufnahmetechnik zusammen, die als Beginn der modernen Musikindustrie gesehen werden können. Das Oxford Dictionary of Music definiert pop in seinem frühesten Gebrauch als Konzerte für ein Massenpublikum; seit den späten 1950er-Jahren beschreibe der Begriff konkret nicht klassische Musik, meist in Liedform, etwa von The Beatles, The Rolling Stones oder ABBA. Der Forscher David Boyle versteht unter pop music jegliche Art von Musik, die durch Massenmedien verbreitet wird. Auch im Deutschen war Popmusik seit den frühen 1950er-Jahren als generalisierender Oberbegriff für populäre Musik gebräuchlich, die Kurzform wurde jedoch schon bald inhaltlich abgekoppelt, wobei die Definitionen vage blieben und eine klare Abgrenzung nicht möglich ist.
Laut Grove Dictionary wurde der Begriff Popmusik (pop music) Mitte der 1950er-Jahre im Vereinigten Königreich geboren und war zunächst eine Beschreibung für amerikanischen Rock ’n’ Roll und davon abgeleitete neue Stile der Jugendmusik. In den 1960er-Jahren konkurrierte der Begriff in der britischen Musikszene mit der Beatmusik. Laut MGG verwendeten amerikanische Musikzeitschriften in den 1950er-Jahren den Begriff jedoch für den damaligen populärmusikalischen Standard (vom Swing abgeleitete Musik von u. a. Frank Sinatra, Bing Crosby und Perry Como), gerade zur Abgrenzung von den neuen Formen der Jugendmusik, insbesondere dem Rock ’n’ Roll. Der Musikwissenschaftler Allan Moore vermutet, dass die Bezeichnung „Popmusik“ durch die Pop Art geprägt wurde; diese Verbindung ist jedoch umstritten. Ab 1967 wurde Popmusik zunehmend als Gegenbegriff zur Rockmusik verwendet. Dabei übernahm Rock die Rolle des authentischen und experimentierfreudigeren Bereichs der populären Musik, Pop hingegen galt als das zugänglichere, kurzlebigere und kommerziellere Genre.
Häufig wird Popmusik über die Musikcharts definiert, ein zentrales Merkmal von Popmusik ist darüber hinaus die grundsätzliche Tanzbarkeit. Möglich ist auch eine negative Definition: Pop ist jegliche populäre Musik, die keinem anderen Genre zugeordnet werden kann. Der Musikwissenschaftler Simon Frith erklärte, Popmusik werde aus kommerziellen, nicht künstlerischen Überlegungen produziert, sei für ein Massenpublikum bestimmt und repräsentiere selbst keinen besonderen Musikgeschmack. Sie werde nicht von der Basis (den Musikern und ihrem Publikum), sondern von oben (durch Plattenfirmen, Radio-DJs und Konzertagenturen) kontrolliert. Musikalisch sei Pop „im Wesentlichen konservativ“ und keine Do-it-yourself-Musik, sondern ein professionell hergestelltes und verpacktes Produkt. Gegenüber Rockmusik könne das Genre Pop als „Single-basierte Musik für Teenager“ abgegrenzt werden. Gemeint ist also im Wesentlichen der Mainstream populärer Musik ab der zweiten Hälfte des 20. Jahrhunderts.

## Entwicklung und Einflüsse

### Technologie und Medien
Populäre Musikpraxis wurde seit jeher von technologischen Entwicklungen wesentlich beeinflusst. In den 1940er-Jahren ermöglichten verbesserte Mikrofone einen neuen, intimeren Gesangsstil und in den folgenden Jahrzehnten begünstigten neue Vinyl-Singles mit 45 Umdrehungen die weitere Verbreitung von Musik, wodurch Popmusik ihren Weg in ein „Star-System“ für Tonträger, Radio und Film fand. Dazu trug außerdem die Verbreitung des Fernsehens bei weiten Teilen der Bevölkerung in den 1950er-Jahren bei, wodurch die neuen Popstars gezwungen waren, für Fernsehauftritte eine visuelle Präsenz zu entwickeln. Auf Musik spezialisierte Fernsehsender wie MTV betonten ab den 1980er-Jahren noch einmal zusätzlich die visuellen Aspekte der Popmusik und favorisierten dabei Künstler wie Michael Jackson oder Madonna.
Ab den 1960er-Jahren war Musik dank tragbarer Transistorradios nicht mehr ortsgebunden, was eine Möglichkeit des Popmusikkonsums bot, die vor allem bei Jugendlichen populär wurde. Mehrspurrekorder und (ab den 1980er-Jahren) Sampling waren weitere bedeutende technische Einflussfaktoren für die Entwicklung der Popmusik. Ab Mitte der 1960er-Jahre fanden dadurch immer wieder neue Klänge, Stile und Techniken Eingang in die Popmusikproduktion. Laut Simon Reynolds zeichnete sich ab 1967 eine Spaltung zwischen derartiger eher „progressiver“ und der eher chartorientierten Popmusik ab, mit jeweils unterschiedlichem Zielpublikum.

### Stilistische Entwicklung
Popmusik wurde von verschiedenen anderen Genres und Stilen populärer Musik beeinflusst. Der frühe Pop übernahm etwa seine Form von Balladen, seine Vokalharmonie von Gospel und Soul, seine Instrumentierung von Jazz und Rock ’n’ Roll sowie klassischer Musik, Rhythmus und Tempo von Tanzmusik und Hip-Hop und Hintergrundeffekte aus der elektronischen Musik. Im weiteren Verlauf experimentierten Produzenten, Songwriter und Tontechniker mit den Möglichkeiten der Studiotechnik und führten besondere Effekte und Klänge in den Pop ein. Ein bekanntes Beispiel ist Phil Spectors „Wall of Sound“. Gleichzeitig verschob sich die vorherrschende Musik in Radio und Film von der klassischen Tin-Pan-Alley-Ästhetik in Richtung exzentrischerer Songs mit halligen Rockgitarren, symphonischen Streichereinsätzen und aufwendig arrangierten Bläserpartien, gespielt durch professionelle Studiomusiker.
Vor den 1960er-Jahren hatten Interpreten oft wenig Einfluss auf ihre Musik, erst als Plattenfirmen Mitte der 1960er-Jahre zunehmend in ihre Künstler zu investieren begannen, erhielten Interpreten mehr Freiheiten und ein begrenztes Mitspracherecht bei ihrer Musik und dem verbundenen Marketing. Diese Entwicklung kam Ende der 1970er-Jahre wieder zum Stillstand, bis zum Aufkommen der ersten Internet-Stars. Ebenfalls Ende der 1970er-Jahre kam der Indie Pop auf, der durch Gitarrenbands getragen wurde, die ihre Musik ohne Plattenvertrag selbst veröffentlichten. In den 1980er-Jahren dominierten neue digitale Aufnahmetechniken und Synthesizer die Popmusik. Synthiepop und verwandte Genres mit vorwiegend elektronischen Sounds gewannen an Popularität. Einflüsse der elektronischen Tanzmusik wurden in den folgenden Jahrzehnten zu einem prägenden Element von Popmusik weltweit.

### Internationale Verbreitung
Popmusik wurde und wird von der US-amerikanischen und seit Mitte der 1960er-Jahre (British Invasion) auch der britischen Musikindustrie dominiert, wodurch Popmusik sich zu einer Art internationaler Monokultur entwickelte. Dennoch konnten regionale und lokale Varianten der Popmusik mit einer gewissen Eigenständigkeit entstehen. Einigen regionalen Trends gelang es, nachhaltigen Einfluss auf die Popmusik insgesamt auszuüben (etwa Europop).
Westliche Popmusik hat sich weltweit verbreitet, dabei lokale Musikgenres entweder verdrängt oder sich parallel dazu etabliert und gleichartige stilistische Rahmenbedingungen für globale kommerzielle Musikkulturen geschaffen. In einigen nicht westlichen Ländern wie Japan entstand eine boomende Musikindustrie, die großenteils durch westlich geprägten Pop (J-Pop) bestimmt wird. Japan hat den größten Musikmarkt neben dem der USA. Die Ausbreitung westlicher Popmusik kann als Teil von Amerikanisierung, Homogenisierung, Modernisierung, kultureller Aneignung, Kulturimperialismus oder allgemein Globalisierung gesehen werden.
Eine bedeutende internationale Stilrichtung der Popmusik ist Latin Pop. Ab den 1990er-Jahren gelang Latin Pop in den USA Mainstreamerfolg und Hits wie Macarena (Los del Río, 1993) oder Despacito (Luis Fonsi, 2017) waren weltweite Charterfolge. Als Teil der koreanischen Welle erreichte auch K-Pop globalen Erfolg, eingeleitet 2012 durch Gangnam Style von Psy. Koreanische Boygroups wie BTS und Girlgroups wie Blackpink haben sich in jüngerer Zeit zu den erfolgreichsten Musikgruppen der Welt entwickelt.

## Merkmale
Popmusik zielt auf ein möglichst breites Publikum ab. Das „handwerkliche“ Element ist wichtiger als formelle „künstlerische“ Qualitäten. Für Timothy Warner sind Merkmale von Popmusik, dass sie typischerweise Aufnahme, Produktion und Technologie höher wertet als die Liveperformance, dass sie vorhandene Trends progressiven Entwicklungen vorzieht, und dass sie auf grundsätzlich tanzbare Rhythmen abzielt.
Die Hauptform der Popmusik ist das Lied (der Popsong), häufig zwischen zweieinhalb und dreieinhalb Minuten lang, geprägt durch einen durchgehenden und auffallenden Rhythmus, Mainstream-Stilistik und eine einfache, traditionelle Struktur. Viele Popsongs setzen sich aus Strophe und Refrain zusammen, wobei der Refrain durch Wiederholung auf Wiedererkennbarkeit abzielt. Musikalisch entwickeln sich Popsongs meistens in Richtung des Refrains. Neben der reinen Abfolge von Refrain und Strophen ist auch die AABA-Form verbreitet. Der Fokus liegt auf einprägsamen Melodien und Hooklines und der Refrain bildet einen melodischen, rhythmischen und harmonischen Kontrast zu den Strophen. Der Beat und die Melodien sind einfach gehalten, die Begleitmusik ist reduziert. Die Texte moderner Popsongs drehen sich oft um Liebe und romantische Beziehungen.
Harmonie und Akkordfolgen der Popmusik leiten sich meist von der europäischen klassischen Musik ab, jedoch in vereinfachter Form. Typische Modelle sind die Barbershop-Harmonie über die Stufen ii–V–I und von der Bluestonleiter abgeleitete Harmonien. Die traditionelle Harmonielehre mit dem Quintenzirkel wurde zwischen den 1950er- und 1970er-Jahren in der Popmusik zurückgedrängt, wodurch die Dominante im Sinne der Funktionstheorie an Bedeutung verlor.

## Belege
1. ↑  J. A. Simpson, E. S. C. Weiner: The Oxford English Dictionary. 2. Auflage. Oxford University Press, Oxford 1989, ISBN 0-19-861186-2, Stichwort Pop.
2. ↑  David Hatch, S. Millward: From blues to rock: an analytical history of pop music. Manchester 1987, ISBN 0-7190-1489-1, S. 49.
3. 1 2  Pop. In: Michael Kennedy, Joyce Bourne Kennedy (Hrsg.): The Oxford Dictionary of Music. 6. Auflage. Oxford University Press, 2012, ISBN 978-0-19-957810-8.
4. ↑  J. David Boyle, Glenn L. Hosterman, Darhyl S. Ramsey: Factors Influencing Pop Music Preferences of Young People. In: Journal of Research in Music Education. Band 29, Nr. 1, 1. April 1981, ISSN 0022-4294, S. 47–55, doi:10.2307/3344679.
5. ↑  Peter Wicke: Jazz, Rock und Popmusik. In: Doris Stockmann, Andreas Michel, Philip V. Bohlman (Hrsg.): Volks- und Popularmusik in Europa (= Neues Handbuch der Musikwissenschaft. Band 12). Laaber-Verlag, Laaber 1992, ISBN 3-89007-042-6, S. 445–477 (Onlinezugriff [PDF; 222 kB; abgerufen am 27. Januar 2023]).
6. 1 2  Helmut Rösing: »Populäre Musik«: Was meint das? In: Alenka Barber-Kersovan, Kai Lothwesen und Thomas Phleps (Hrsg.): Das klingt so schön hässlich. Gedanken zum Bezugssystem Musik. transcript, Bielefeld 2015, ISBN 978-3-8394-0257-3, S. 128.
7. 1 2  Richard Middleton, David Buckley, Robert Walser, Dave Laing, Peter Manuel: Pop. In: Grove Music Online. Oxford University Press, 2001, Kapitel Introduction, doi:10.1093/gmo/9781561592630.article.46845.
8. 1 2 3  Popmusik. In: Laurenz Lütteken (Hrsg.): MGG Online (Abonnement erforderlich).
9. ↑  Allan F. Moore: Song Means: Analysing and Interpreting Recorded Popular Song. Routledge, 2016, ISBN 978-1-317-05265-4.
10. 1 2  Kenneth Gloag: The Oxford companion to music. Hrsg.: Alison Latham. Oxford University Press, Oxford 2002, ISBN 0-19-866212-2, S. 983.
11. 1 2  Timothy Warner: Pop music: technology and creativity: Trevor Horn and the digital revolution. Ashgate, Aldershot 2003, ISBN 0-7546-3131-1, S. 3–4.
12. ↑  R. Serge Denisoff, William L. Schurk: Tarnished gold: the record industry revisited. 3. Auflage. Transaction Books, New Brunswick 1986, ISBN 0-88738-618-0, S. 2–3.
13. ↑  Jacqueline Warwick: Pop. In: Grove Music Online. Oxford University Press, 31. Januar 2014, doi:10.1093/gmo/9781561592630.article.a2259112.
14. 1 2 3 4 5  Simon Frith: Pop music. In: Simon Frith, Will Straw, John Street (Hrsg.): The Cambridge companion to pop and rock. Cambridge University Press, New York 2001, ISBN 0-521-55369-5, S. 95–105.
15. Alan McGee: Madonna Pop Art. In: Guardian Music Blog. 20. August 2008, abgerufen am 27. Januar 2023.
16. Alan McGee: Madonna Pop Art. In: Guardian Music Blog. 20. August 2008, abgerufen am 27. Januar 2023.
17. ↑  Alan McGee: Madonna Pop Art. In: Guardian Music Blog. 20. August 2008, abgerufen am 27. Januar 2023.
18. 1 2  David Buckley: Pop. Implications of technology. In: Grove Music Online. Oxford University Press, 2001, doi:10.1093/gmo/9781561592630.article.46845.
19. ↑  Simon Reynolds: New Pop and its Aftermath. In: Simon Frith, Andrew Goodwin (Hrsg.): On Record: Rock, Pop and the Written Word. Routledge, 2006, ISBN 1-134-93951-5, S. 398.
20. ↑  Andrew Blake: Recording practices and the role of the producer. In: Nicholas Cook, Eric Clarke, Daniel Leech-Wilkinson (Hrsg.): The Cambridge Companion to Recorded Music. Cambridge University Press, 2009, ISBN 978-1-139-82796-6, S. 45.
21. ↑  Jon Pareles: Orchestral Pop, the Way It Was (More or Less). In: The New York Times. 31. Oktober 2008, abgerufen am 27. Januar 2023.
22. ↑  Paul E. Willis: Profane Culture. Princeton University Press, 2014, ISBN 978-1-4008-6514-7, S. 217.
23. ↑  Allan F. Moore: Song means: analysing and interpreting recorded popular song. Ashgate, Farnham 2012, ISBN 978-1-4094-2865-7, S. 202.
24. ↑  Abebe Nitsuh: Twee as Fuck: The Story of Indie Pop. In: Pitchfork Media. 24. Oktober 2005, abgerufen am 27. Januar 2023.
25. ↑  Glenn Collins: Rap Music, Brash and Swaggering, Enters Mainstream. In: The New York Times. 29. August 1988 (nytimes.com [abgerufen am 27. Januar 2023]).
26. ↑  Robert Walser: Pop. North America. In: Grove Music Online. Oxford University Press, 2001, doi:10.1093/gmo/9781561592630.article.46845.
27. ↑  Josh Kun: Audiotopia: music, race, and America. University of California Press, Berkeley 2005, ISBN 0-520-93864-X, S. 201.
28. ↑  Simon Frith, Will Straw, John Street (Hrsg.): The Cambridge companion to pop and rock. Cambridge University Press, New York 2001, ISBN 0-521-55369-5, S. 199–200.
29. ↑  Peter Manuel: Pop. Non-Western cultures. In: Grove Music Online. Oxford University Press, 2001, doi:10.1093/gmo/9781561592630.article.46845.
30. ↑  A. J. Aldama, C. Sandoval, P. J. García: Performing the US Latina and Latino Borderlands. Indiana University Press, 2012, ISBN 978-0-253-00295-2, S. 224.
31. ↑  Veronica Villafañe: Still No. 1, Record-Breaking 'Despacito' Ties 'Macarena' Streak On Hot 100, But Is Snubbed By MTV. In: Forbes.com. 14. August 2017, abgerufen am 27. Januar 2023.
32. ↑  Patrick St. Michel: PSY's "Gangnam Style" Changed Pop Music, Whether You Like It Or Not. In: Pitchfork. Abgerufen am 15. August 2020 (englisch).
33. ↑  Bryan Rolli: BTS Now Has The Bestselling Album Of 2020 In The United States, South Korea, Japan and Worldwide. In: Forbes. Abgerufen am 15. August 2020 (englisch).
34. ↑  Maeve McDermott: Blackpink proves BTS isn't the only K-pop group that can find success in US. In: USA TODAY. Abgerufen am 15. August 2020 (englisch).
35. ↑  Vgl. auch Steve Jones: Pop Music and the Press. Temple University Press, Philadelphia 2002.
36. ↑  Walter Everett: Confessions from Blueberry Hell, or, Pitch Can Be a Sticky Substance. In: Expression in pop-rock music: a collection of critical and analytical essays. Garland, New York 2000, ISBN 0-8153-3160-6, S. 272.
37. ↑  Justin Wildridge: Characteristics of Pop Music: An Introduction. In: CMUSE.org. 9. Dezember 2019, abgerufen am 27. Januar 2023 (englisch).
38. ↑  John Shepherd: Continuum encyclopedia of popular music of the world. Volume II, Performance and production. Continuum, London 2003, ISBN 1-84714-472-1, S. 508.
39. ↑  Volkmar Kramarz: The Pop Formulas: Harmonic Tools of the Hit Makers. Voggenreiter, Bonn 2007, ISBN 978-3-8024-0620-1, S. 61.
40. ↑  Peter Winkler: Toward a Theory of Popular Harmony. In: In Theory Only. Band 4, Nr. 2, Juni 1978, ISSN 0360-4365, S. 3–26.
41. ↑  Peter Winkler: Toward a Theory of Popular Harmony. In: In Theory Only. Band 4, Nr. 2, Juni 1978, ISSN 0360-4365, S. 4.
42. ↑  Peter Winkler: Toward a Theory of Popular Harmony. In: In Theory Only. Band 4, Nr. 2, Juni 1978, ISSN 0360-4365, S. 22.